# Ueno (Tokio)

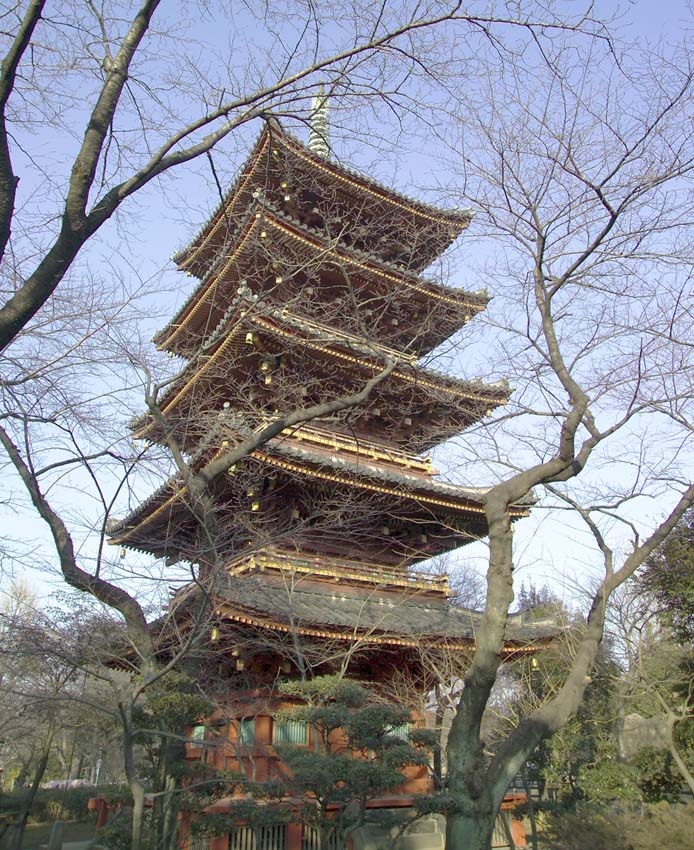
Pagoda en el parque Ueno.

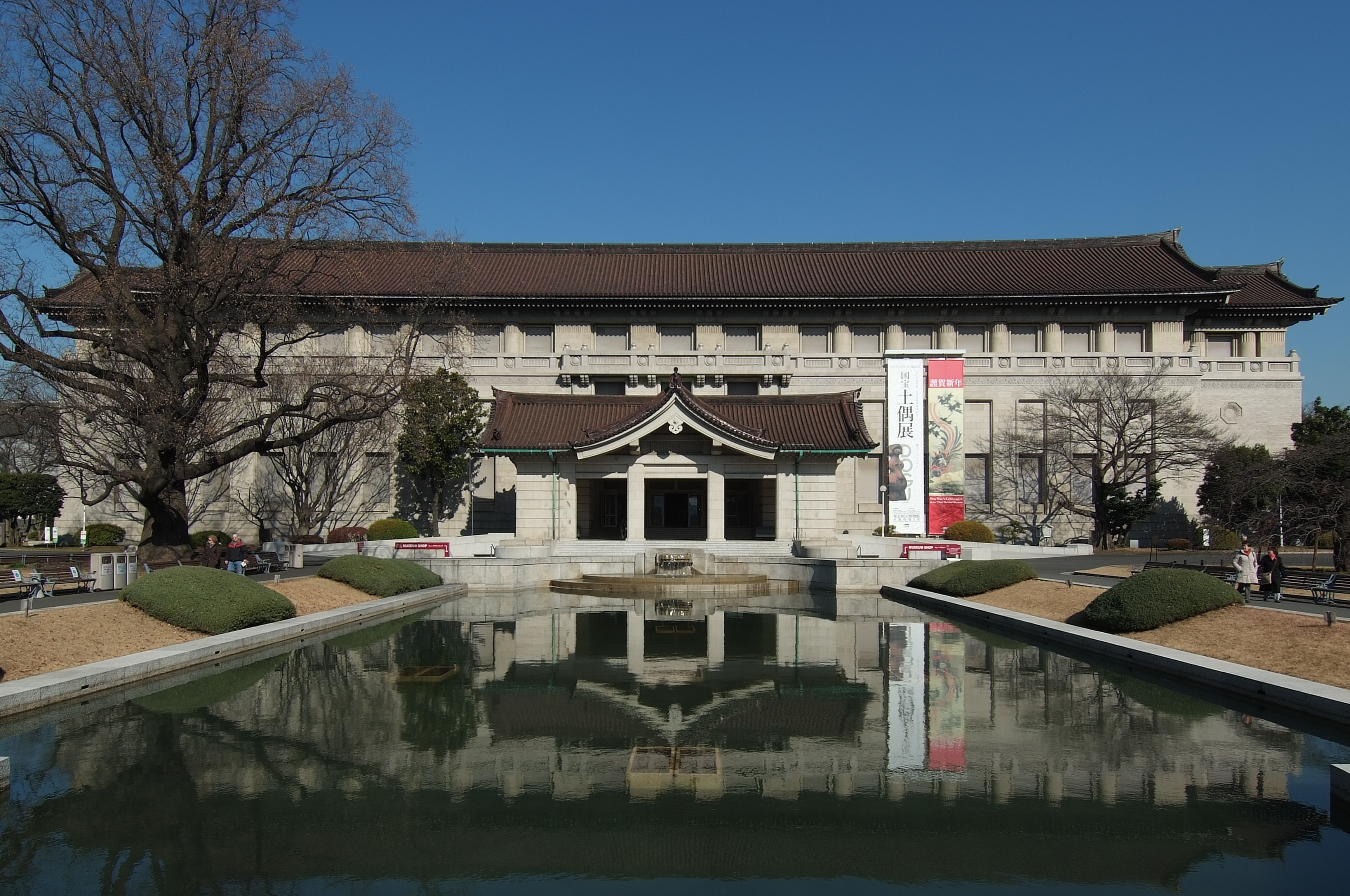
Museo Nacional de Tokio.

Ueno (上野?) es un distrito del barrio Taitō en Tokio, Japón, mayormente conocido por ser la sede de la Estación Ueno y el Parque Ueno. Ueno es también  sede de varios de los centros culturales más importantes de Tokio, incluyendo el Museo Nacional de Tokio, el Museo de Arte Occidental, el Museo Nacional de Ciencia de Japón, así como su sala de conciertos pública más importante. Existen también en Ueno varios templos budistas de importancia, incluyendo el templo Bentendo, dedicado a la diosa Benzaiten, en una isla en la Charca Shinobazu. El área era lugar del Kan'ei-ji, un templo de gran importancia para el Shogunato Tokugawa, cuya pagoda ahora se encuentra dentro de lo que hoy es el Zoológico de Ueno. Cerca se encuentra la capilla Toshogu, una capilla Shinto  dedicada a Tokugawa Ieyasu. Justo al sur de la estación se encuentra Ameyayokocho, un mercado que surgió a partir de la proliferación de los mercados negros al aire libre tras la Segunda Guerra Mundial. Al este se encuentra un distrito especialmente para motocicletas.
- Datos: Q576781
- Multimedia: Ueno, Tokyo / Q576781